# Deducción inmediata de inversiones (México)
La deducción inmediata de inversiones es aquella que se relaciona con la adquisición de activo fijo. La mecánica de la deducción inmediata se realiza deduciendo en el ejercicio siguiente al de su compra o en su caso, al de su importación. El resultado de aplicar al costo del bien actualizado, únicamente los porcentajes que se establecen en la Ley del Impuesto Sobre la Renta, dependiendo del tipo de bien o, en su caso, de acuerdo a la actividad en que se usen.

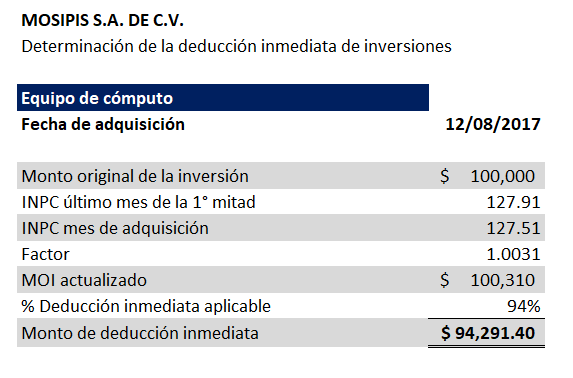
Ejemplo de la aplicación de deducción inmediata de inversiones en activo fijo.

## Fundamento legal
- Artículo 31° (LISR). "Las inversiones únicamente se podrán deducir mediante la aplicación, en cada ejercicio, de los por cientos máximos autorizados por esta Ley, sobre el monto original de la inversión, con las limitaciones en deducciones que, en su caso, establezca esta Ley. Tratándose de ejercicios irregulares, la deducción correspondiente se efectuará en el por ciento que represente el número de meses completos del ejercicio en los que el bien haya sido utilizado por el contribuyente, respecto de doce meses. Cuando el bien se comience a utilizar después de iniciado el ejercicio y en el que se termine su deducción, ésta se efectuará con las mismas reglas que se aplican para los ejercicios irregulares..."

- Artículo 32° (LISR):"Para los efectos de esta Ley, se consideran inversiones los activos fijos, los gastos y cargos diferidos y las erogaciones realizadas en periodos preoperativos..."

### Activo fijo
Es el conjunto de bienes tangibles que utilicen los contribuyentes para la realización de sus actividades y que se demeriten por el uso en el servicio del contribuyente y por el transcurso del tiempo. La adquisición o fabricación de estos bienes tendrá siempre como finalidad la utilización de los mismos para el desarrollo de las actividades del contribuyente, y no la de ser enajenados dentro del curso normal de sus operaciones.

### Gastos diferidos
Son los activos intangibles representados por bienes o derechos que permitan reducir costos de operación, mejorar la calidad o aceptación de un producto, usar, disfrutar o explotar un bien, por un periodo limitado, inferior a la duración de la actividad de la persona moral. También se consideran gastos diferidos los activos intangibles que permitan la explotación de bienes del dominio público o la prestación de un servicio público concesionado.

### Cargos diferidos
Son aquellos que reúnan los requisitos señalados en el párrafo anterior, excepto los relativos a la explotación de bienes del dominio público o a la prestación de un servicio público concesionado, pero cuyo beneficio sea por un periodo ilimitado que dependerá de la duración de la actividad de la persona moral.